# Schrein des Buches

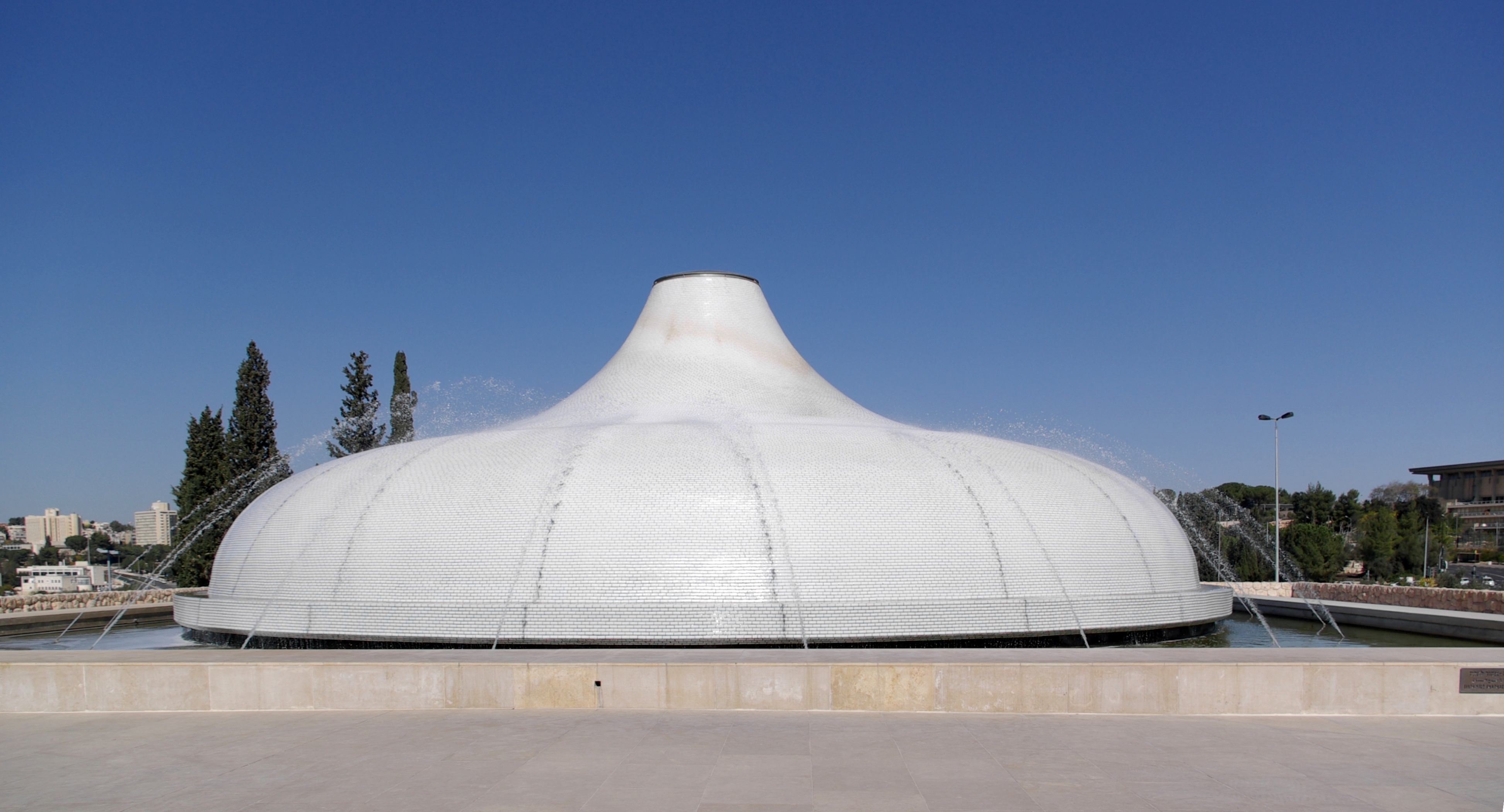
Gesamtansicht

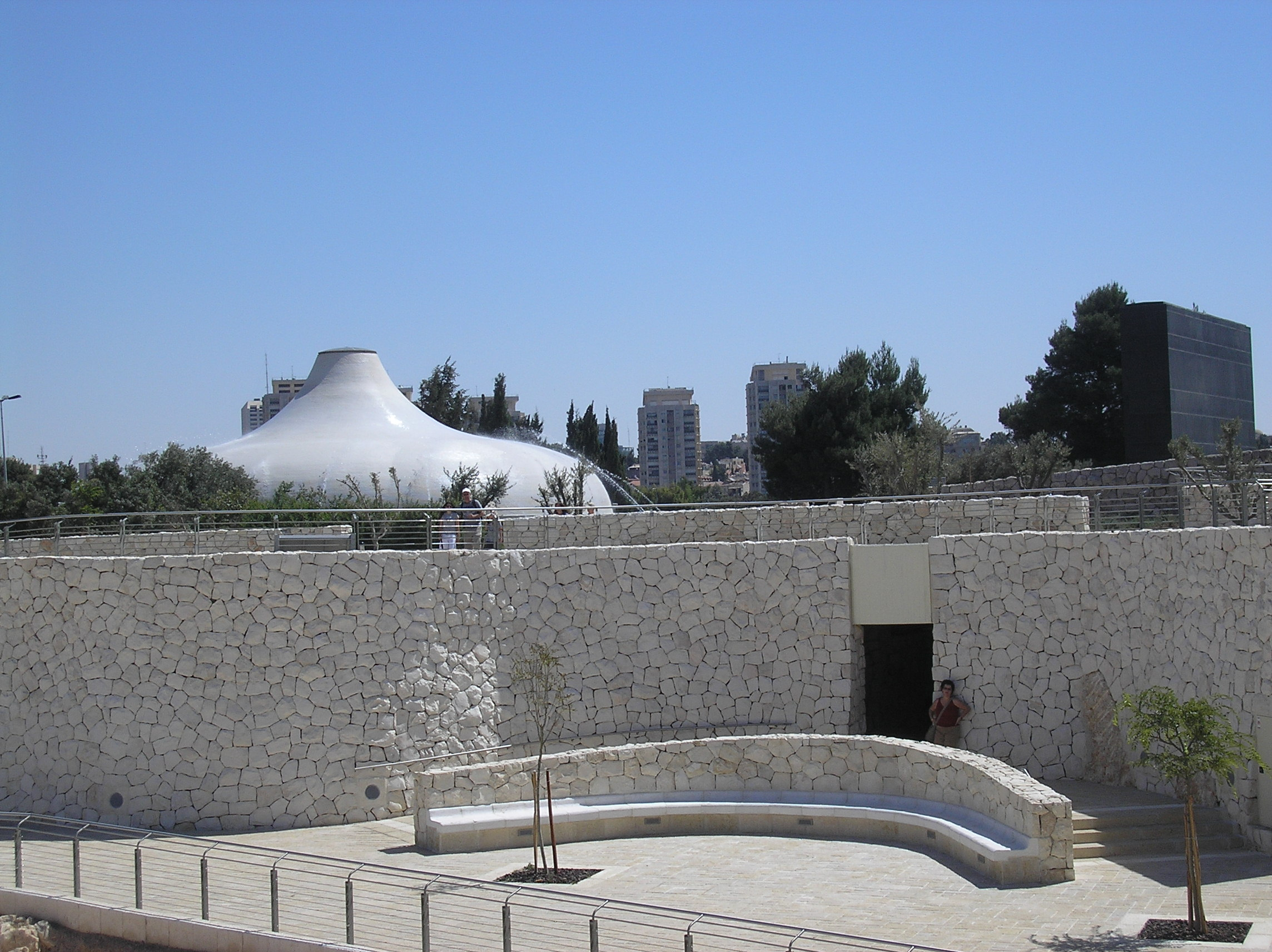
Teilansicht mit einem anderen Flügel des Israel-Museums

Der Schrein des Buches (hebräisch הֵיכָל הַסֵּפֶר Hejchal haSefer, englisch Shrine of the Book) ist ein Gebäude im Westteil Jerusalems in unmittelbarer Nähe der Knesset, des israelischen Parlaments. Das Bauwerk gehört zum Israel-Museum, dem israelischen Nationalmuseum. Bemerkenswert an diesem Gebäude ist das rundzeltähnliche Dach, das aus Beton mit weißen Keramikfliesen besteht und mehrere, teilweise unterirdische Stockwerke im Innenraum bedeckt. Darin werden Originale und Faksimiles antiker Schriftrollen des Tanachs aufbewahrt, allen voran das Buch Jesaja – daher der Name Schrein des Buches. Auch enthält die Ausstellung weitere Fundstücke von Qumran am Toten Meer. Die Architekten waren Friedrich Kiesler und Armand Bartos. Die Planungs- und Bauphase dauerte von 1950 bis 1960.
Der Schrein des Buches ist ein beliebtes Ausflugsziel und wird entsprechend vermarktet. Er gilt als Hauptattraktion des Israel-Museums und wurde zusammen mit den restlichen Teilen des Museums 1965 vom damaligen Bürgermeister von Jerusalem, Teddy Kollek, eröffnet. Von 1962 bis 1965, noch vor der offiziellen Eröffnung des Israel-Museums, wurde der Bau bereits das erste Mal renoviert, das zweite Mal im Jahr 2003. Die Wiedereröffnung nach der Renovierung wurde 2004 durch den damals amtierenden Staatspräsidenten Mosche Katzav vollzogen.

## Geschichte, Name und Bedeutung
Teddy Kollek und die ersten Direktoren des Museums, Willem Sandberg (Vorstandsvorsitzender) und Karl Katz, arbeiteten in der Anfangsphase der Planung 1957 bis 1959 eng zusammen. Wegen der Bedeutung der Funde vom Toten Meer wurde die Errichtung eines eigenen Bauwerks anstelle der Einrichtung eines Innenraums im Israel-Museum beschlossen.
1959 erhielt das geplante Gebäude erstmals einen Namen, damals Haus des Buches. Von wem der Vorschlag kam, kann heute nicht mehr festgestellt werden. Allerdings erfand später Kiesler, der Hauptarchitekt des Schreins, den Begriff Schrein des Buches, um auf den religiösen Aspekt der Jesajarolle hinzuweisen und ihn klar vom Haus im Sinne eines Wohnhauses abzugrenzen. Ein Schrein bezeichnet in der Architektur etwas Sakrales, Religiöses. Da die nichtbiblischen Ausstellungsstücke erst später hinzukamen, blieb man bei dieser Bezeichnung.
Die heutigen Direktoren des Museums, James Snyder sowie Anne und Jerome Fisher, bezeichnen die im Schrein enthaltenen archäologischen Fundstücke, hauptsächlich die Rollen vom Toten Meer, als die größten Schätze des Museums und das Gebäude selbst als eine architektonische Perle des letzten Jahrhunderts. Nach Presseinformationen des Israel-Museums enthalte der Schrein die wichtigsten Schätze des Staates Israel. Das Israel-Museum und vor allem der Schrein des Buches gelten als Touristenattraktion und werden oft bei Rundreisen besucht. Dem Schrein kommt dabei eine ähnliche Bedeutung zu wie etwa dem Felsen von Massada.

## Architektur
Übersicht über die Anlage, rechts das Hauptgebäude (Zeichnung von Roland Lelke)

### Die Architekten
Architekten waren Friedrich Kiesler (Österreich und USA) und Armand Bartos (USA). Sie legten bei der Planung Wert auf das Ineinanderspielen von symbolischer Form und struktureller Konstruktion, was gerade für Kiesler typisch ist, hat er doch Werke wie Das endlose Haus (The endless house, 1958) oder Die Welthausgalerie (1957) geschaffen, die ihm gleichzeitig in Form und Arbeitsstil Inspiration waren. Der Schrein gilt als Kieslers Hauptwerk; er ist sein einziges verwirklichtes Großprojekt und das letzte Projekt vor seinem Tod 1965. Bartos wird häufig als „Juniorpartner“ Kieslers verstanden, und in der Tat bestand zwischen den beiden eine Art Mentor-Schüler-Verhältnis. Bartos gehörte bis 1994 dem Projektteam für die Renovierung an und war noch 2004 bei der Wiedereröffnung anwesend.

### Die Anlage und das Gebäude

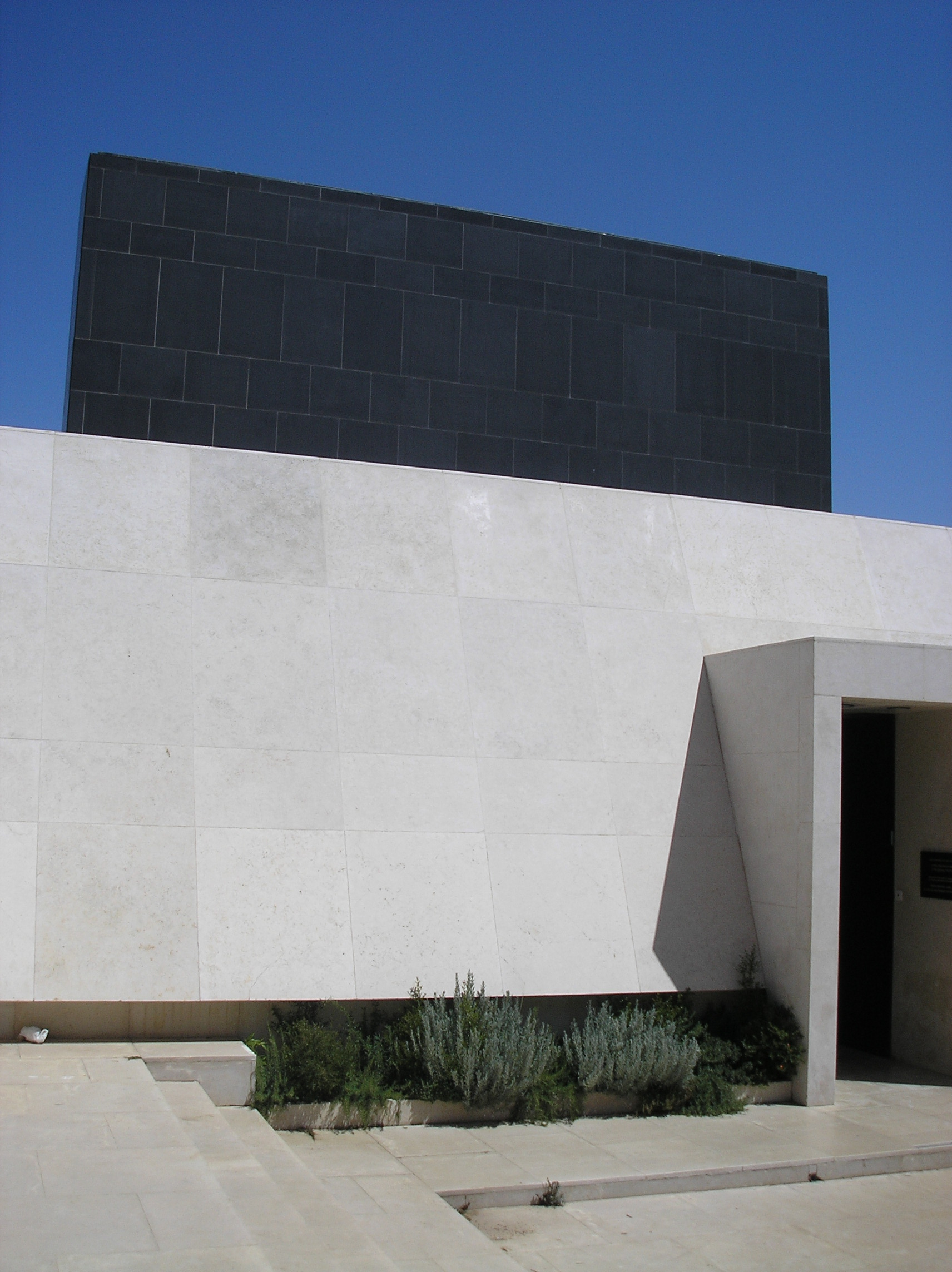
Eingangsbereich in die Innenräume

Der Schrein des Buches umfasst die gesamte Anlage mit Außenhof, Basaltmauer und dem runden Gebäude, das die Jesaja-Rolle enthält; dieses Gebäude stellt den Schrein im engeren Sinne dar. Seine Form ist dem Deckel der Steingutbehälter mit den Rollen nachempfunden, die in den Höhlen von Qumran gefunden wurden. Die Kuppel ist kreisförmig, die Überwölbung hat keine klassische Kuppelform, sie gleicht am ehesten einer Zwiebelkuppel, der oben und unten zwei Krümmungen fehlen.
Gegenüber der weißen Kuppel erhebt sich eine schwarze Basaltmauer. Weiß und Schwarz sollen den Kampf zwischen Gut und Böse symbolisieren – den Sieg der Heiligen Schrift über den Unglauben der Menschheit.
Das Museumsgebäude wird seit 2003 von außen mittels Düsen mit Wasser besprengt, einerseits, um es zusätzlich zur Klimaanlage zu kühlen, andererseits, um den Temperaturunterschied zur danebenstehenden Basaltmauer, die von der Sonne aufgeheizt wird, zu verstärken. Die kühle weiße Betonkuppel symbolisiert dabei das Gute der Söhne des Lichts, die Basaltmauer das feurige Böse der Söhne der Dunkelheit. Der Kampf Gut gegen Böse ist auch ein häufiges Motiv in den Rollen vom Toten Meer. Die Wasserdüsen tauchen bereits im Werkplan vom Oktober 1965 auf, daher muss angenommen werden, dass Kiesler diese damals schon vorgesehen hatte. Um den Schrein herum befindet sich ein Brunnensystem, in das das Wasser abfließt und von dem es wieder in die Düsen gepumpt wird. Um den Brunnen herum verläuft eine quadratische Marmormauer. Der Eingangsbereich zu den Innenräumen befindet sich aber nicht in diesem Marmorquadrat, sondern wurde ein Stockwerk tiefer hinter die Basaltmauer gesetzt und ist über Treppen zugänglich. Es besteht somit nur ein unterirdischer Zugang zum Hauptgebäude.

### Die Maße
Die Kuppel hat am Fuß einen Durchmesser von 25 Metern, im Opäum (d. h. an der offenen Kuppelspitze, aus dem Griechischen: ὀπαῖον
(opaion) = Rauchloch) einen Durchmesser von 5,20 m. Das Quadrat mit dem Brunnen hat eine Seitenlänge von 31,44 m, die gesamte Anlage erstreckt sich in ihrer weitesten Ausdehnung über ziemlich genau 100 Meter.
Die Kuppel erhebt sich in der Spitze 10 Meter vom Boden in die Höhe, 15 Meter sind es bis zur unterirdischen Basis. Wiederum 10 Meter beträgt die Höhe von der Basis bis zur Spitze des Modells der Jesaja-Rolle. 10 Meter ist ein Maß, das sich im Bau oft wiederfindet.
Die Maße wurden aus Sicherheitsgründen vom Israel-Museum nicht freigegeben, weshalb Roland Lelke, der Autor des Buches Der endlose Raum in Frederick Kieslers Schrein des Buches vor Ort nachgemessen hat. Die Angaben unterliegen daher einer gewissen Fehlertoleranz, sind aber relativ genau.

## Innenräume

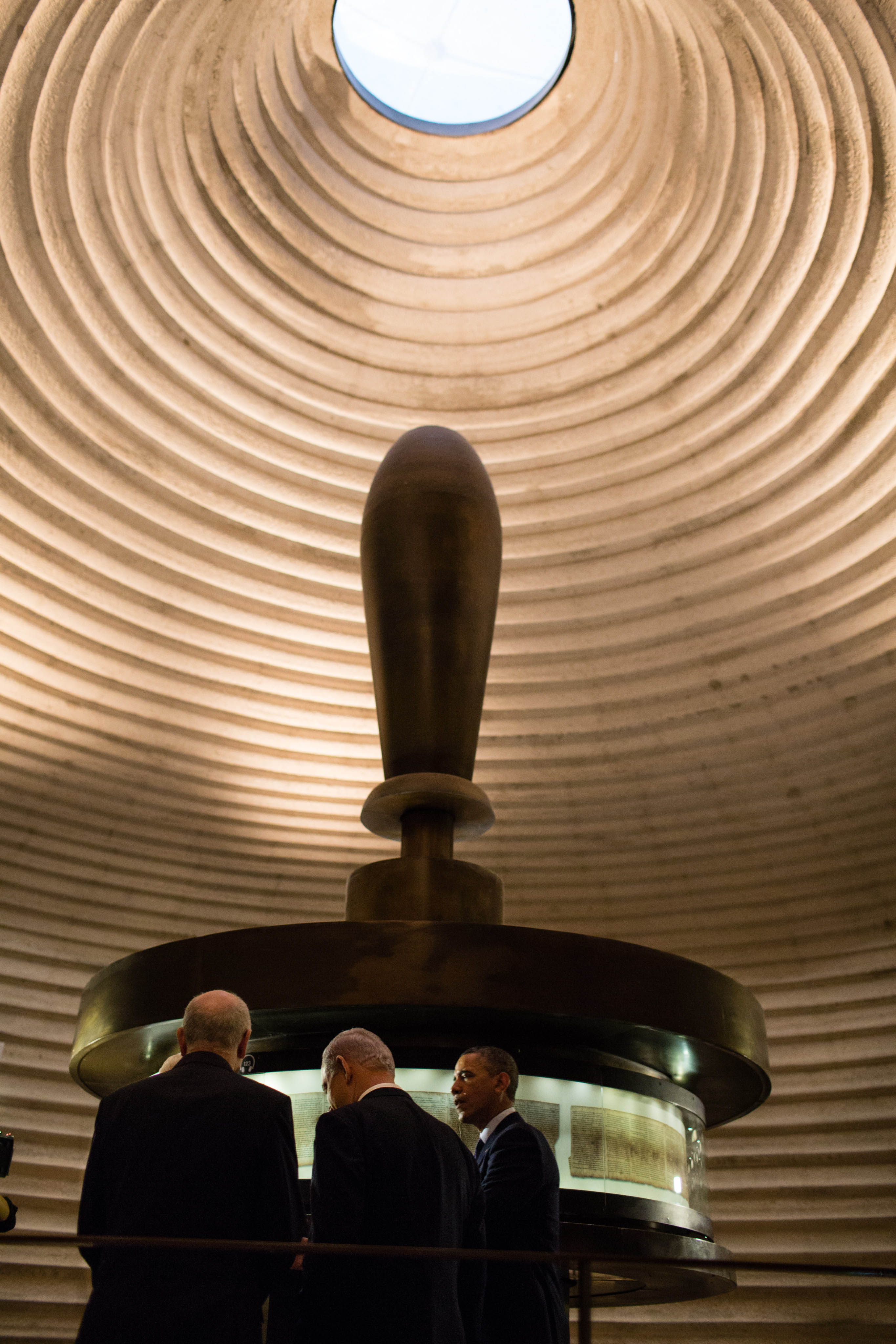
Barack Obama beim Besuch 2013

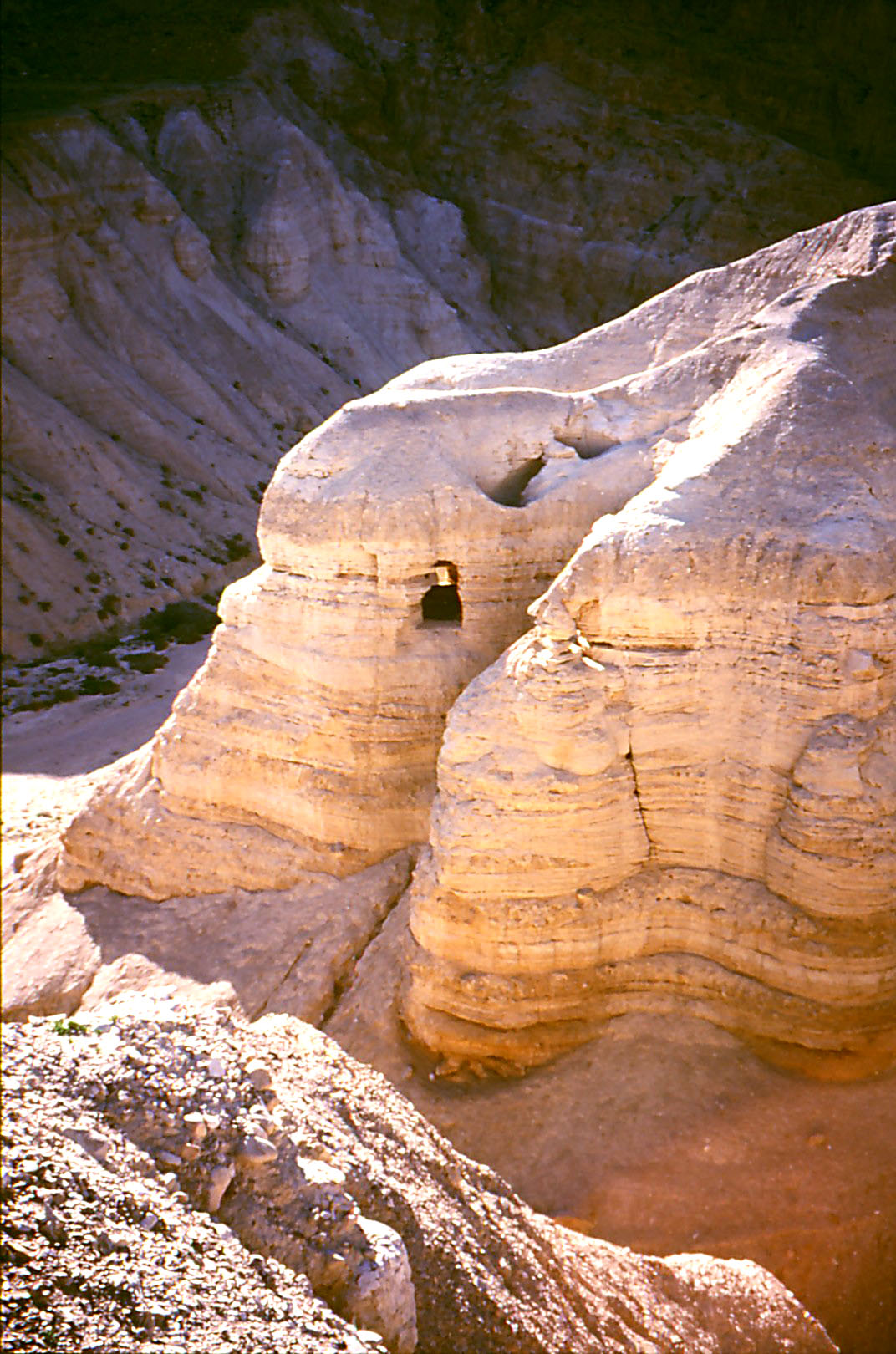
Die Höhlen von Qumran

Besucher gelangen durch den etwas abseits liegenden Eingang in einen unterirdischen Ausstellungsteil, der durch seine abgedunkelte Beleuchtung die dort befindlichen Handschriften schützt und dabei einen höhlenartigen Eindruck vermittelt, auch um auf die Herkunft der Fundstücke, die Höhlen von Qumran, aufmerksam zu machen.
Hier werden die kostbaren Schriftrollen und andere Ausstellungsstücke vom Toten Meer aufbewahrt, die sich im Besitz des Staates Israel befinden.

### Die Jesajarolle
Im Zentrum des Innenraums steht ein senkrechter Zylinder in Form einer hochgestellten Schriftrolle, auf dem eine Nachbildung der berühmten Jesajarolle (7,35 m lang) angebracht ist. Das Original dieser Rolle, das älteste vollständige Manuskript eines Buches der Bibel, wurde fast vollständig erhalten unter den Schriftrollen vom Toten Meer gefunden. Ursprünglich war das Original auf den Zylinder gespannt; es hat im Laufe der Jahrzehnte aber durch Lichteinstrahlung und Luftfeuchtigkeit infolge des Atems der Besucher Schaden genommen und wird deshalb jetzt unter Panzerglas gesichert im Keller des Museums aufbewahrt. Nur ein Teilstück des Originals ist in einer Seitenvitrine zu sehen. Die Jesajarolle ist das Herzstück des Schreins und Namensgeber für das Gebäude: In der Antike wurde der Inhalt einer Schriftrolle als „Buch“ bezeichnet, hier das biblische Buch Jesaja, daher Schrein des Buches.
Der zentrale Zylinder mit der Jesajarolle dreht sich ständig. Dies hatte früher einen praktischen Grund: Das Original war so zerbrechlich, dass es nicht dauerhaft dem Licht ausgesetzt werden konnte. Es wäre im Laufe der Zeit zerfallen und durch die Bewegung wurde dieser Prozess verhindert. Als das Original durch das Faksimile ersetzt werden musste, wurde seitens der Kuratoren darüber diskutiert, die Drehung aus Kostengründen einzustellen. Da diese aber quasi zu einem Markenzeichen des Museums geworden war, behielt man sie bei.
Im Innern des Schreins herrscht wegen der Schäden, die Blitzlichter an den Fundstücken verursachen können, ein striktes Fotografierverbot. Daher existieren nur wenige Aufnahmen der Jesajarolle. Außerhalb des Gebäudes kann hingegen fotografiert werden.

### Andere Schätze aus Qumran
Um die Jesajarolle herum befinden sich in kreisförmig in die Wände eingelassenen Vitrinen weitere wertvolle Handschriften aus den Höhlen von Qumran, wie die anderen ersten sechs gefundenen Rollen von Qumran: Kleine Jesajarolle, Gemeinderegel, Hymnenrolle, Kriegsrolle, Habakuk-Pescher und Genesis-Apokryphon, sowie auch der Codex von Aleppo.
In den unteren Stockwerken des Schreins des Buches sind schließlich andere Ausstellungsstücke aus Qumran zu sehen, darunter Tonkrüge und Werkzeuge der Essener, einer jüdischen Sekte zur Zeit Jesu, welche die Rollen in Qumran gesammelt hatten.

## Renovierungen
Von 1962 bis 1965, noch vor der eigentlichen Eröffnung, wurde der Schrein des Buches bereits zum ersten Mal renoviert. Im Zuge der Arbeiten wurden auch die weißen Keramikplatten auf das Betondach gelegt, um mittels einer erhöhten Albedo die Besucher vor der Hitze zu schützen. Im Jahr 2003 wurde das Museum mit großem finanziellen Aufwand auf der Grundlage modernster konservatorischer Erkenntnisse zum zweiten Mal vollständig renoviert, da die Rollen im Laufe der Jahre Schaden genommen hatten. Auch außen wurden Neuerungen angebracht, so die Wasserdüsen und neue Keramikplatten, da die alten durch die Witterung in den letzten vier Jahrzehnten stark angegriffen worden waren.
Der Umbau kostete etwa drei Millionen US-Dollar, der Betrag wurde gestiftet von den amerikanischen Gönnern Herta und Paul Amir, Los Angeles, und der D. S. und R. H. Gottesman Foundation, New York.

## Weitere Informationen

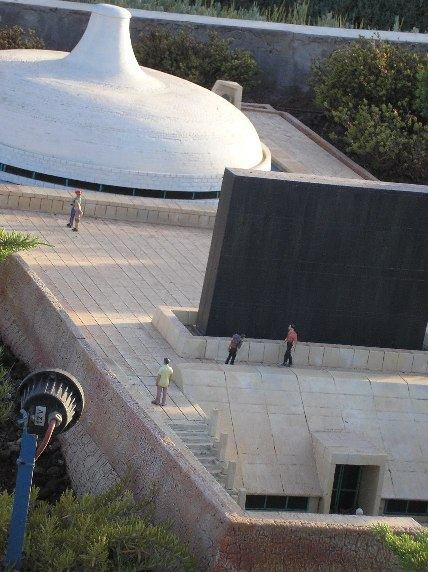
Modell des Schreins mit Basaltwand in der Ausstellung Mini-Israel

Zwei Drittel des Museums befinden sich oberhalb der Erdoberfläche, ein Drittel unterhalb.
Als eine der touristischen Hauptattraktionen Israels ist der Schrein des Buches auch als Modell in der Ausstellung Mini-Israel bei Jerusalem zu bewundern, die israelische Sehenswürdigkeiten in verkleinertem Maßstab zeigt.
Wegen der einzigartigen Architektur wurde die Kuppel bereits als Motiv für israelische Produktionen von Science-Fiction-Filmen benutzt.